# Kónya István (lantművész)
Kónya István (Nagykanizsa 1962. április 15. –) az első magyar lantművész, lantoktató, aki lantdiplomával rendelkezik.

## Tanulmányai
Zenei tanulmányait szülővárosában kezdte. Öt évet zongorázott, majd gitározni autodidakta módon tanult. Nagykanizsán a Batthyány Lajos Gimnázium fizika-matematika szakos osztályában érettségizett 1980-ban. A Szombathelyi Berzsenyi Dániel Tanárképző Főiskolán történelem - ének-zene szakon kapott diplomát 1985-ben. Kezdetben populáris gitárzenét játszott. Klasszikus gitártanulmányait 1981-ben Tarr Lajosnál kezdte Szombathelyen, majd Tokos Zoltán gitárművésznél folytatta a Liszt Ferenc Zeneművészeti Egyetem Debreceni tagozatán. A Szombathelyi Bartók Béla Zeneiskola kinevezett gitártanára 1984–89. Itt ismerkedett meg a régi zenével, ahol lantosként a Szombathelyi Régizene Együttes tagja lett. 1989–1999-ig Hollandiában élt.1989-től a Hágai Királyi Konzervatórium (Koninklijk Conservatorium Den Haag) régi zene szakán tanult lantot (reneszánsz lant, barokk lant, arciliuto, chitarrone / theorba) Toyohiko Satoh japán lantművésznél, ahol 1994-ben diplomázott. Kamarazenei diplomát ugyanitt 1996-ban kapta. Tanulmányai mellett mesterkurzusokon vett részt Nigel_North és Stephen Stubbs lantművészeknél.

## Előadóművészi pályája
Szinte minden hazai nagyvárosban, országos fesztiválokon, művészeti napokon adott önálló estet. Rendszeresen játszik Magyarország prominens kastélyaiban, váraiban. Hazai kamarapartnerei többek között Ábrahám Márta, Bali János, Timothy Bentch, Bodrogi Éva, Bognár Szilvia, Csereklyei Andrea, Károlyi Katalin, Kobzos Kiss Tamás, Krommer Lúcia, Paulik László, Sebő Ferenc, Spányi Miklós, Szakács Ildikó, Szászvárosi Sándor és Zádori Mária. Több kamaraegyüttes tagja, így a zágrábi Ensemble Responsorium szólista előadója (2006-), 2014-től az Ábrahám Consort (Ábrahám Márta vez.) gyakori vendégművésze és 2015-től az Ensemble Sospiri (Bodrogi Éva – szoprán, Szászvárosi Sándor – viola da gamba) alapító tagja. A budapesti és a vidéki tavaszi, nyári és őszi fesztiválok gyakori szereplője. A barokk kor jelentős opera-, oratórium-, és zenekari előadásain 1994 óta rendszeresen közreműködője hazai zenekaroknak, úgy, mint a Concerto Armonico, Capella Savaria, Orfeo Zenekar, Budapesti Kamaraopera, Magyar Rádiózenekar, Budapesti Fesztiválzenekar. Olyan karmesterekkel ill. koncertmesterekkel dolgozott itthon, mint Vásáry Tamás, Fischer Iván, Fischer Ádám, Vashegyi György, Hollerung Gábor, Németh Pál, Szűts Péter, Ábrahám Márta, Spányi Miklós és Kalló Zsolt.
Szólófellépései mellett külföldi vendégszereplései az alábbi együttesekkel, zenekarokkal operák, oratóriumok és zenekari művek előadásaiban a következők voltak: Capella Leopoldina Graz és az Armonico Tributo Austria (Bécs, Graz); Utrecht's Barokk, Brabant M. College (Amsterdam, Utrecht, Tilburg); Hrvatski Barokni Ansambl (Zagreb), Ensemble Gloriant (Bremen, Leiden, Rotterdam), Orchestra Sweelinck (Amsterdam), Koninklijk Conservatorium Orchestra (Den Haag), Collegium Musicum Fluminense (Rijeka). Olyan külföldi karmesterekkel és koncertmesterekkel dolgozott, mint Philipp Picket, Chatherine Mackintosh, Benjamin Bayl, Tonci Bilic, Kenneth Montgomery és Lorentz Duftschmidt.
2025-ben Magyar Arany Érdemkereszttel tüntették ki.

## Önálló sorozatok
Több önálló sorozatot indított Budapesten a lant szóló- és kamararepertoárjából; így a Kiscelli Múzeumban, a BM Duna Palotában a Piccolo Színházban és a Budai Várban. A Budapesti Történeti Múzeum Gótikus Termében megrendezett "Budavári Lantestek" című koncertsorozatában több mint félszáz műsort adott.

## Irodalmi estek
Olyan neves hazai színművészekkel készített zenés- irodalmi műsort, mint Bács Ferenc, Juhász Róza, Kubik Anna, Mertz Tibor és Oberfrank Pál.

## Lantkurzusok
1993 óta rendszeresen tanít lantot hazai régi zene kurzusokon. 1993 - Savaria '93, Régi Zene Hét - Szombathely, művészeti vezető, lant tanár 1994 - 1996 - Musica Antiqua Apud Danubium - Szentendre - lant tanár 1996 - 1998 - Szombathelyi Régi Zene Nyári Akadémia - művészeti vezető, lant tanár 2002 - 2004 - Bükki Művészeti Napok - Régi Zene Kurzus - lant tanár 2006 - 2008 - Győri Nemzetközi Lant és Gitárfesztivál, művészeti vezető, lant tanár 2007 - 2012 - Régi Zene Kurzus énekesek, lantosok/gitárosok részére 2005 - 2015 - Savaria Régi Zene Műhely - művészeti vezető, lant tanár 2010 → Csíkszeredai Régizene Nyári Egyetemen - lant és gitár tanár

## Diszkográfia
Zenekari és kamarazenei lemezfelvételein túl két szólóalbuma jelent meg: 
- "Három évszázad lantmuzsikája" (1999) című lemeze reneszánsz és barokk lantművek válogatásán keresztül áttekintést ad a hangszer európai történetéről, összefoglaló kísérő tanulmánnyal.
- "Silvius Leopold Weiss: Barokk Lantszvitek" című CD-jén (2001) a lanttörténet legnagyobb szabású játékos-komponistája életművéből szólaltat meg 3 szvitet. Ez a felvétel elsőként mutatja be mind a barokk lantot, mind Weiss-et a hazai közönségnek egy a barokk lantokról szóló történeti ismertetővel.
- „Rutafának sok szép ága” (2008) című lemezén Bognár Szilvia népdalénekessel magyar reneszánsz kori dalok, történeti és vallásos énekek, népdalok és virágénekekből hallható egy gazdag válogatás. - *„Egy könyv lanthoz való” – A XVI-XVII. század magyar lantzenéje a Kecskés Együttessel.

## Könyvek
2014-ben jelent meg három lantkönyve a szombathelyi BKL Kiadó gondozásában, amelyekért elnyerte a Magyar Régizenei Társaság elismerő oklevelét is.
- Lantkönyv (A lant vándorútja Európában)
- Reneszánszlant metodika
- Reneszánszlant antológia

## Portréfilm
2015 novemberében a Duna Televízió portréműsort készített eddigi életútjáról.